# Вила ди Питечо (Пистоја)
Вила ди Питечо је насеље у Италији у округу Пистоја, региону Тоскана.
Према процени из 2011. у насељу је живело 82 становника. Насеље се налази на надморској висини од 471 м.